# Дрога, Анатолий Николаевич
Анато́лий Никола́евич Дрога́ (укр. Анатолій Миколайович Дрога;  род. 26 января 1969) — украинский самбист и дзюдоист, бронзовый призёр этапов Кубка мира 1994 и 1997 годов по дзюдо, бронзовый призёр чемпионата Европы 1996 года по самбо в Аранджеловаце, бронзовый призёр чемпионата мира 1996 года по самбо в Токио, мастер спорта Украины международного класса по самбо. Выступал во второй средней весовой категории (до 90 кг). Работает тренером спортивного клуба «Дзюдо-80» в городе Днепр. Является старшим тренером Днепропетровской области по дзюдо.